# Машково (Сумская область)

Машково (укр. Машкове) — село,
Криничненский сельский совет,
Тростянецкий район,
Сумская область,
Украина.
Код КОАТУУ — 5925083903. Население по переписи 2001 года составляло 40 человек .

## Географическое положение
Село Машково находится на берегу безымянной речушки, которая через 6 км впадает в реку Боромля,
выше по течению на расстоянии в 2 км расположено село Криничное,
ниже по течению на расстоянии в 1,5 км расположен город Тростянец.